# Mistrzostwa Ameryki Północnej, Środkowej i Karaibów w Piłce Siatkowej Mężczyzn 1991
XII Mistrzostwa Ameryki Północnej w piłce siatkowej mężczyzn odbyły w 1991 roku w miejscowości Regina (Kanada). W mistrzostwach wystartowało 9 reprezentacji. Złoty medal po raz dziewiąty w historii i trzeci raz z rzędu zdobyła reprezentacja Kuby. W turnieju zadebiutowała reprezentacja Bahamów.

## Klasyfikacja końcowa
| Miejsce | Reprezentacja     |
| ------- | ----------------- |
|         | Kuba              |
|         | Stany Zjednoczone |
|         | Kanada            |
| 4.      | Meksyk            |
| 5.      | Portoryko         |
| 6.      | Dominikana        |
| 7.      | Honduras          |
| 8.      | Haiti             |
| 9.      | Bahamy            |